# Mark Blankfield
Mark Blankfield (* 8. Mai 1950 in Pasadena, Texas; † 20. März 2024) war ein US-amerikanischer Schauspieler.

## Leben
Blankfield wuchs in Houston auf. Er besuchte zunächst die Lamar High School und studierte an der University of Texas und der Juilliard School. Er begann seine Karriere 1980 in der wöchentlichen ABC Comedyshow Fridays, die sich konzeptuell an Saturday Night Live anlehnte und zu deren Ensemble unter anderem Michael Richards zählte. Blankfield spielte verschiedene wiederkehrende Rollen in insgesamt 54 Episoden der Show bis zu deren Absetzung 1982. Sein Spielfilmdebüt hatte er 1981 als Rob in Joel Schumachers Science-Fiction-Film Die unglaubliche Geschichte der Mrs. K. Im darauf folgenden Jahr spielte er die Titelrolle in der lose auf Robert Louis Stevensons Roman Der seltsame Fall des Dr. Jekyll und Mr. Hyde basierenden Horrorkomödie Jekyll und Hyde – Die schärfste Verwandlung aller Zeiten. 1988 hatte er als Dr. Bob Frankenstein eine weitere Hauptrolle in Monster Hospital. Beiden Spielfilmen war kein sonderlicher kommerzieller Erfolg beschieden. Daneben trat er in zwei Spielfilmen von Mel Brooks auf; als blinden Familiendiener Blinzler in Robin Hood – Helden in Strumpfhosen sowie als Martin in Dracula – Tot aber glücklich. 1989 zählte er zudem zum Ensemble der kurzlebigen Sitcom The Nutt House, die von Mel Brooks und Alan Spencer produziert wurde. Mitte der 1990er Jahre zog er sich weitgehend aus dem Showgeschäft zurück und arbeitete stattdessen als Lehrer.

## Filmografie (Auswahl)

### Fernsehen
- 1982: Taxi
- 1987: Cagney & Lacey
- 1987: Harrys wundersames Strafgericht (Night Court)
- 1987: Hunter
- 1987–1988: Sledge Hammer! (3 Folgen)
- 1990: ALF
- 1992: Doogie Howser, M.D.
- 1995: One West Waikiki
- 1998: Walker, Texas Ranger
- 1999: Sabrina – Total Verhext! (Sabrina, the Teenage Witch)
- 2003: Arrested Development

### Film
- 1981: Die unglaubliche Geschichte der Mrs. K. (The Incredible Shrinking Woman)
- 1982: Jekyll und Hyde – Die schärfste Verwandlung aller Zeiten (Jekyll and Hyde... Together Again)
- 1988: Monster Hospital (Frankenstein General Hospital)
- 1993: Robin Hood – Helden in Strumpfhosen (Robin Hood: Men in Tights)
- 1995: Dracula – Tot aber glücklich (Dracula: Dead and Loving it)
- 1996: Engel mit blutigen Händen (Final Vendetta)